# Okrug Haifa
Okrug Haifa je jedan od 7 izraelskih okruga. Okružuje grad Haifu.

## Administrativne podjedinice
| Podokruzi | Podokruzi | Podokruzi                                  |
| --- | --- | ------------------------------------------ |
| - Haifa - Hadera | |                                            |
| Gradovi | Lokalna vijeća | Regionalna vijeća                          |
| - Baqa al-Gharbiyye - Hadera - Haifa - Harish - Kiryat Ata - Kiryat Bialik - Kiryat Motzkin - Kiryat Yam - Nesher - Or Akiva - Tirat Carmel - Umm al-Fahm | - Ar'ara - Basma - Binyamina-Giv'at Ada - Daliyat al-Karmel - Fureidis - Isfiya - Jatt - Jisr az-Zarqa - Kafr Qara - Kiryat Tivon - Ma'ale Iron - Pardes Hanna-Karkur - Rekhasim - Zikhron Ya'akov | - Alona - Hof HaCarmel - Menashe - Zevulun |